# Dizzy – The Ultimate Cartoon Adventure
Dizzy — The Ultimate Cartoon Adventure — компьютерная игра в жанре графический квест, разработанная братьями Оливер и изданная в 1987 году компанией Codemasters для платформы ZX Spectrum. Впоследствии игра была портирована на Amstrad и Commodore 64. Позднее игра выпускалась в составе нескольких сборников.

## Игровой процесс

Начальный экран версии для ZX Spectrum

## Версии и выпуски
В 2004 году вышел ремейк, в котором была изменена только графика.

## Оценки
| Иноязычные издания | Иноязычные издания |
| Издание            | Оценка             |
| ------------------ | ------------------ |
| CRASH              | 78 %               |
| Sinclair User      | 9/10               |
| Your Sinclair      | 7/10               |
| ACE                | 788                |